# Seitengewehr 98
A Seitengewehr 98 (que significa literalmente 'arma lateral'), também conhecida como "Lâmina de Açougueiro", é uma baioneta usada com o fuzil Gewehr 98 pela Alemanha. Foi projetada em resposta à Épée-Baïonnette Modèle francesa de 1886.

## Descrição
A Seitengewehr 98 é uma baioneta que acompanha o Gewehr 98, um fuzil alemão fabricado pela Mauser. Foi substituída pela de curta duração Seitengewehr 98/02, com lâmina mais curta e resistente de 44 cm. A Seitengewehr 98/05 veio logo em seguida, com uma lâmina ainda substancial de 37 cm. Todas as baionetas Mauser são fixadas por meio de uma barra em forma de T instalada sob o cano. Embora muitas baionetas da época usassem um anel de boca, Mauser evitou um, pois estes alteravam os harmônicos de vibração do cano quando disparados, afetando a precisão. Todas as baionetas apresentavam guardas que se curvavam em direção ao punho. Estas foram muito menos eficazes em capturar a lâmina adversária do que as guardas usadas por algumas outras nações. Um pequeno número de pioneiros e alguns suboficiais do Exército Alemão receberam uma baioneta com ponta serrilhada, conhecida como S ou m.S. ("mit Säge", com serra). Muitas dessas baionetas tiveram os dentes cerrados em resposta à propaganda negativa dos Aliados.
O primeiro modelo tinha um punho feito de uma única peça de madeira, que era enrolada na espiga. Isso é chamado de a.A. que significa em alemão "alte Art" (tipo antigo). Na virada do século, os alemães simplificaram e fortaleceram o punho da baioneta. O novo tipo é denominado n.A. (neue Art) e o punho era feito de duas metades de madeira. Os punhos de duas peças foram introduzidos em 1902.